# Distretto di Bicske
Il distretto di Bicske (in ungherese Bicskei járás) è un distretto dell'Ungheria, situato nella provincia di Fejér.